# Badagry
Badagry (tradicionalmente Agbadarigi) es una ciudad costera y una de las 20 Áreas de Gobierno Local (AGL) en el Estado de Lagos, Nigeria. Se encuentra entre Lagos Metropolitana, y la frontera con Benín. Como resultados preliminares del censo del 2006, el municipio tenía una población de 241.093. 
La ciudad ha crecido de un pequeño principado hasta ser la primera ciudad que fue urbanizada en el oeste de África, es también la primera ciudad, no sólo en Nigeria, sino en toda la antigua África occidental que pudo presumir de un edificio de dos pisos en 1845, que sigue en pie hasta nuestros días.

## Historia reciente
La primera Misión Cristiana en Nigeria ocurrió en Badagry, su protegido puerto llevó a la ciudad a convertirse en un puerto clave en la exportación de esclavos hacia América. Desde la década de 1840, a raíz de la represión de la trata de esclavos, el comercio en Badagry disminuyó significativamente, pero se convirtió en un sitio importante para los misioneros cristianos. En 1863, la ciudad fue anexada por el Reino Unido e integrada en la colonia de Lagos. En 1901, se convirtió en parte de Nigeria. 
Badagry subsiste en gran medida de la pesca y la agricultura, y mantiene un pequeño museo de la esclavitud.

## Ubicación
Badagry está a 57 kilómetros por carretera del centro de la ciudad de Lagos. Tiene una superficie de kilómetros cuadrados.

## Población
La población estimada del Área del Gobierno Local de Badagry para el 2,006 es de 241.093 habitantes.

## Clima
Badagry tiene el clima más característico de la zona costera de Nigeria. Disfruta de abril a octubre, de precipitaciones que van de 100 a 200 centímetros anuales, mientras que la estación seca es de noviembre a marzo. El suelo es arenoso y pantanoso, y algunas zonas ligeramente similares a los de la sabana favorecen el cultivo de arroz (alrededor de las zonas pantanosas), el maíz, yuca, frijoles, palmeras, árboles de coco, árboles de palma real, árboles de cítricos, etc.